# Авнюга
А́внюга — река в Архангельской области России, левый приток Северной Двины (впадает на 543 км). Течёт по территории Верхнетоемского района. Исток находится на границе Верхнетоемского и Устьянского районов, устье — недалеко от посёлка Авнюгский.
Длина — 32 км, площадь водосборного бассейна — 571 км².

## Притоки
- В 1 км от устья, по левому берегу впадает река Манева;
- В 12 км от устья, по правому берегу впадает река Ухваж;
- В 22 км от устья, по левому берегу впадает река Мармаш;
- В 34 км от устья, по левому берегу впадает река Мургова[3].

## Данные водного реестра
По данным государственного водного реестра России относится к Двинско-Печорскому бассейновому округу, водохозяйственный участок реки — Северная Двина от впадения реки Вычегда до впадения реки Вага, речной подбассейн реки — Северная Двина ниже места слияния Вычегды и Малой Северной Двины. Речной бассейн реки — Северная Двина.
Код объекта в государственном водном реестре — 03020300112103000026626.